# フィレンツェ共和国

フィレンツェ共和国
Respublica Florentina (ラテン語)
Repubblica fiorentina (イタリア語)

フィレンツェ共和国の版図（1494年）

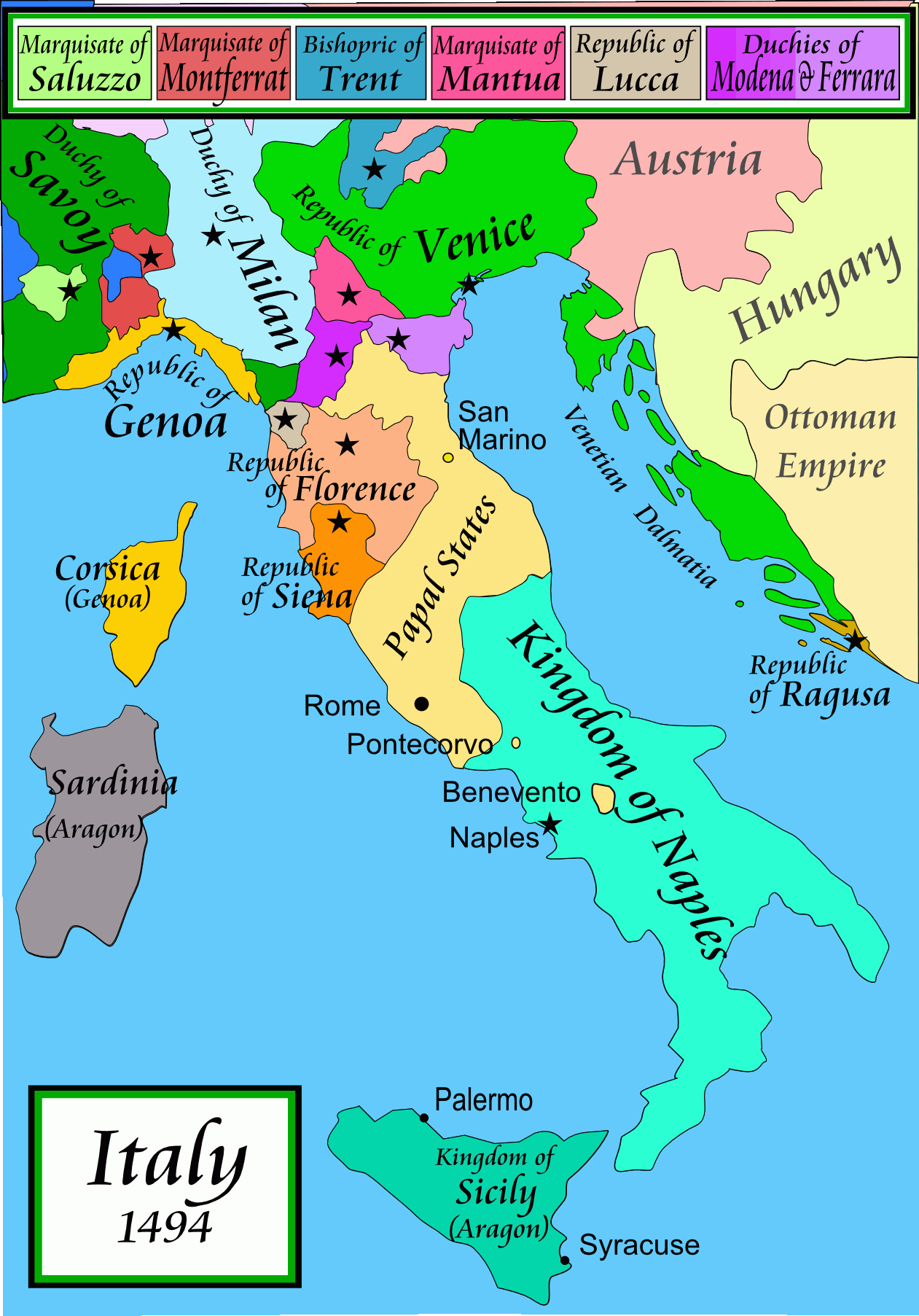
15世紀終盤のイタリア

フィレンツェ共和国（フィレンツェきょうわこく、ラテン語: Repubblica fiorentina、イタリア語: Repubblica di Firenze）は、かつてイタリアに存在した都市国家である。首都はフィレンツェ。ルネサンスの中心地として繁栄し、レオナルド・ダ・ヴィンチやダンテ・アリギエーリ、ミケランジェロ・ブオナローティなど多くのルネサンスで活躍した人物を生んだ。

## 歴史

### 12世紀
12世紀にマティルデ・ディ・カノッサの死亡とともに、カノッサ家に統治されていたトスカーナ辺境伯領内で既にフィレンツェの人々らはコミュニティを結成しており、神聖ローマ帝国下の中で皇帝の力を弱めようと行動し始めた。そしてこのコミュニティがフィレンツェ共和国となった。一般的にマティルデが亡くなり、フィレンツェでコミュニティができた1115年をフィレンツェ共和国の建国年とする。
独立して間もないフィレンツェ共和国は、経済面においては他国との貿易により瞬く間に発展した。その結果、教会や宮殿の建設が進み、フィレンツェの人口増加につながった。しかしフリードリヒ1世がフィレンツェを獲得、その後フリードリヒ1世が死亡した際にトスカーナの侯爵家が領土を入手、1197年に神聖ローマ皇帝ハインリヒ6世がフィレンツェを奪還する中で、フィレンツェ共和国は力を強めていた。またそれを表すかのように、マティルデが以前作っていた城壁を拡張していた。

### 13世紀
13世紀に共和制となる。当初は寡頭政治であったが、1216年から教皇派と皇帝派に社会が分かれた。この派閥抗争では教皇派が勝利したが、フィレンツェでは教皇派がさらに白党と黒党という2つの勢力に分かれた。ちなみにダンテ・アリギエーリは白党に入っており、渦中の重要人物だった。1244年からは白党が勝利し政治を行っていたが、その後1250年に黒党が政権を奪取。その後モンタペルティの戦いの後に皇帝派が教皇派自体に勝利するも、皇帝派は脆弱だったためローマ教皇クレメンス4世に仲裁を求めた。しかしクレメンス4世は教皇派を支持したため、教皇派は再度政権を獲得。「プリモ・ポポロ」（第一次平民政府）と呼ばれる時代に突入する。
13世紀のフィレンツェ共和国では人口は増え続け、3万人に達した。増大した人口が貿易を支え、逆に貿易も増大した人口を支えた。建築では1252年にポポロ宮殿等、1294年に着工されたサンタ・マリア・デル・フィオーレ大聖堂を筆頭に、いくつかの新しい橋や教会が建設された。この時代の建物は、フィレンツェで最も優れたゴシック建築の例として知られている。
経済では1252年にフローリン金貨が鋳造され、貿易で広く使われるようになる。金の含有量が一定で信頼性が高かったためフィレンツェ国外でも広く使用され、やがてヨーロッパと近東の共通通貨のひとつとなった。
13世紀後半にフィレンツェの経済力は頂点に達し、その成功はアルノルフォ・ディ・カンビオの設計によるヴェッキオ宮殿の建設に反映された。1292年、フィレンツェの町は行政区に分割された。1293年、フィレンツェ共和国の憲法「正義の条例」が制定された。街の数々の豪華な宮殿は、繁栄し続ける商人階級が建てたタウンハウスに囲まれるようになっていった。1298年にはヨーロッパ有数の銀行家シエナのボンシニョーリ家が破産し、シエナはヨーロッパ有数の銀行センターとしての地位をフィレンツェに奪われる。

### 14世紀
1304年、未だに教皇派と皇帝派の抗争は続いており、その戦いの中で大火災が発生し、街の大部分が焼失した。ヘンリー・エドワード・ネイピアは次のような説明をしている。
| ｢セルキ家とジュニ家の間で、まずガルボ通りの家で戦闘が始まった。彼らは昼も夜も戦い、カヴァルカンティ家とアンテレジ家の助けを借りて、前者がその地区すべてを制圧した。1000人の田舎の信者が彼らの結束を強化し、その日は、不測の災害が規模を変えなければネリ家が滅びるところだった。サン・ピエロ・シェラッジョの司祭でネリ・アバティと呼ばれるある不心得な司祭が、家族に偽り、黒人の首長たちと協力して、オルト・サン・ミケーレの自分の親族の住居に火を放つことを承諾した： 商店、倉庫、塔、個人の住居や宮殿、旧市場から新市場まで、ヴァッケレッチャからサンタマリア門、ヴェッキオ橋まで、すべてが一面の火の海となった。1900軒以上の家が焼け落ち、略奪と荒廃が炎の中で無制限に歓喜し、全民族が一瞬にして乞食となり、最も高価な商品の膨大な雑誌が破壊された。フィレンツェで最も豪奢な家系のひとつであるカヴァルカンティ家は、全財産が焼失したのを見て、勇気を失い、それを救おうとせず、街をほぼ手中に収めた後、ついに反対派に打ち破られた。｣ |
| —Florentine Historyより。直訳 |

またボンシニョーリ家の銀行が破産したため、フローリン金貨を擁するフィレンツェではいくつもの銀行ができた。そのため、政治では教皇派と皇帝派の対立、経済では銀行同士が争う状態に突入した。
ただそれも長くは続かず、ヨーロッパ全体の経済不況により1340年頃から幾つも銀行が消えていった。一方で文化面では、大成長したフィレンツェはルネサンスの中心となり、レオナルド・ダ・ヴィンチやミケランジェロ・ブオナローティなど著名な芸術家を生んだ。
政治面では、14世紀には上層市民による共和政が確立された。経済面では、オスマン帝国に対して不信感を持っていたのもあって十字軍の費用を貸し出したり、高級毛織物を輸出したりと大発展した。
しかしその繁栄の裏では、黒死病の蔓延やチョンピの乱などが発生した。政治面では政争の末、フィレンツェのみならずヨーロッパでもトップクラスのメディチ銀行を運営していた、メディチ家が台頭する。

### 15世紀
15世紀のコジモ・デ・メディチ以降は、実質的にはメディチ家が支配したシニョリーア制となり、メディチ王朝と呼ばれる時代に入る。メディチ朝では、コジモ・デ・メディチがローディの和を推し進めた。またコジモの孫のロレンツォ・デ・メディチは、外交面でイタリア各国の利害を調整する立場として大きな影響力を振るい、文化面でもパトロンとしてルネサンスの最盛期を支えた。1478年、パッツィ家の陰謀が発生。
第一次イタリア戦争では、ロレンツォの息子ピエロ・ディ・ロレンツォ・デ・メディチが独断でフランス軍の入城を許可したため、メディチ家は追放されてしまう。この後、ジロラモ・サヴォナローラの台頭など政治的な混乱が続くことになる。この中で、ニッコロ・マキャヴェッリは君主論を書いたともいわれる。

### 16世紀
1513年にメディチ朝は復活するも、1517年にマルティン・ルターを中心に宗教改革が行われ、またフランス王国と神聖ローマ帝国の対立はより強くなり、宗教面や政治面でも混乱期に突入した。
またイッポーリト・デ・メディチとアレッサンドロ・デ・メディチが当主になったが、傲慢で粗暴な性格で評判が悪かった。その中でメディチ家出身のローマ教皇であるクレメンス7世がフランスと結んだ事でローマ劫掠が起き、それに続き反メディチ派により2人の当主は追放された。
1530年、スペイン兵を主力とする神聖ローマ皇帝軍の10ヶ月に及ぶ包囲攻撃を受け、8月についに降伏した。これによってフィレンツェ共和国は崩壊したものの、メディチ家は教皇と皇帝の後押しにより復活。
1532年、アレッサンドロ・デ・メディチがフィレンツェ公となるとともに、フィレンツェ公国となった。